# YNW Melly

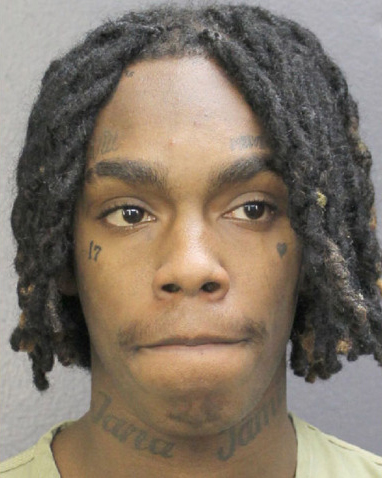
YNW Mellys Polizeifoto nach seiner Festnahme wegen des Vorwurfs des zweifachen Mordes (2019)

YNW Melly (* 1. Mai 1999 als Jamell Maurice Demons) ist ein US-amerikanischer Rapper. Seit Februar 2019 sitzt er in Untersuchungshaft. Ihm wird vorgeworfen zwei Kollegen seines „YNW“-Kollektivs ermordet zu haben.

## Karriere
Demons wuchs in Gifford im US-Bundesstaat Florida auf. Als Kind hat er nach eigenen Angaben die Musik von Adele und Ed Sheeran gehört. Im Alter von 15 Jahren begann er mit dem Hochladen von selbstgeschriebenen und -produzierten Songs auf der Internet-Plattform SoundCloud.
Seinen Durchbruch hatte er mit seinem Song Murder on My Mind, welcher im Jahr 2018 erschien. Auch erfolgreich war Mixed Personalities, ein Song, welcher zusammen mit Kanye West entstand.

## Krimineller Werdegang
Demons wurde am 19. Oktober 2015 verhaftet, nachdem er in der Nähe der Vero Beach High School auf drei Menschen geschossen hatte. Wegen gefährlicher Körperverletzung in drei Fällen und dem Abfeuern einer Schusswaffe in der Öffentlichkeit musste er für ein Jahr ins Gefängnis, bevor er auf Bewährung entlassen wurde. Auch soll er Mitglied einer kriminellen Gang sein.
Bei einer Verkehrskontrolle 2017 wurde Demons aufgrund der Verletzung seiner Bewährungsauflagen verhaftet und musste erneut für einige Monate ins Gefängnis. Im Handschuhfach seines Autos befand sich eine Glock-Pistole Kaliber .40 mit einem erweiterten Magazin und einem Laser zum besseren Zielen. Da er ein verurteilter Verbrecher ist, ist es ihm nicht gestattet Waffen zu besitzen. 
Am 30. Juni 2018 wurde Demons erneut bei einer Verkehrskontrolle verhaftet. Die Polizei hatte drei Glock-Pistolen und einige große Behältnisse voll mit Betäubungsmitteln gefunden.
Demons wurde am 3. Januar 2019 noch einmal wegen des Besitzes von Betäubungsmitteln verhaftet, weswegen er 25 Tage im Gefängnis saß.
Im Februar 2019 wurde er verhaftet, nachdem er sich der Polizei gestellt hatte. Er soll zwei seiner Freunde ermordet haben und den Tatort dann so verändert haben, dass es aussieht, als wäre es ein Drive-by-Shooting gewesen. Forensische Untersuchungen der Polizei deuten allerdings auf Demons als Täter hin. Als Motiv wurde von der Anklage eine finanzielle Absicht vorgeworfen. Die Staatsanwaltschaft forderte deshalb für ihn die Todesstrafe. Der Prozess, der am 12. Juni begann, endete allerdings am 22. Juli 2023 ohne Urteil (sog. "Fehlprozess"). Die Staatsanwaltschaft kündigte jedoch an, den Fall gegen Demons erneut verhandeln lassen zu wollen.

## Diskografie

### Alben
| Jahr | Titel                  | Höchstplatzierung, Gesamtwochen, AuszeichnungChartsChartplatzierungen (Jahr, Titel, Platzierungen, Wochen, Auszeichnungen, Anmerkungen) | Anmerkungen                             |
| Jahr | Titel                  | US | Anmerkungen                             |
| ---- | ---------------------- | --- | --------------------------------------- |
| 2018 | I Am You               | US20 Gold · (55 Wo.)US | Erstveröffentlichung: 3. August 2018    |
| 2019 | We All Shine           | US27 Gold · (36 Wo.)US | Erstveröffentlichung: 18. Januar 2019   |
| 2019 | Melly vs. Melvin       | US8 Gold · (31 Wo.)US | Erstveröffentlichung: 22. November 2019 |
| 2021 | Just a Matter of Slime | US11 (2 Wo.)US | Erstveröffentlichung: 13. August 2021   |

Weitere Alben
- 2019: YNW

### Singles
| Jahr | Titel Album                           | Höchstplatzierung, Gesamtwochen, AuszeichnungChartplatzierungen (Jahr, Titel, Album, Platzierungen, Wochen, Auszeichnungen, Anmerkungen) | Höchstplatzierung, Gesamtwochen, AuszeichnungChartplatzierungen (Jahr, Titel, Album, Platzierungen, Wochen, Auszeichnungen, Anmerkungen) | Höchstplatzierung, Gesamtwochen, AuszeichnungChartplatzierungen (Jahr, Titel, Album, Platzierungen, Wochen, Auszeichnungen, Anmerkungen) | Höchstplatzierung, Gesamtwochen, AuszeichnungChartplatzierungen (Jahr, Titel, Album, Platzierungen, Wochen, Auszeichnungen, Anmerkungen) | Höchstplatzierung, Gesamtwochen, AuszeichnungChartplatzierungen (Jahr, Titel, Album, Platzierungen, Wochen, Auszeichnungen, Anmerkungen) | Anmerkungen                                                    |
| Jahr | Titel Album                           | DE | AT | CH | UK | US | Anmerkungen                                                    |
| --- | ------------------------------------- | --- | --- | --- | --- | --- | -------------------------------------------------------------- |
| 2018 | Murder on My Mind I Am You            | — | — | — | UK20 Platin · (11 Wo.)UK | US14 ×6Sechsfachplatin · (20 Wo.)US | Erstveröffentlichung: 1. Juni 2018                             |
| 2019 | 223’s Melly vs. Melvin                | — | — | — | UK69 Silber · (8 Wo.)UK | US34 ×2Doppelplatin · (19 Wo.)US | Erstveröffentlichung: 9. August 2019 feat. 9lokkNine           |
| 2019 | Suicidal Melly vs. Melvin             | DE— GoldDE | AT75 (1 Wo.)AT | CH75 (10 Wo.)CH | UK37 Platin · (13 Wo.)UK | US20* ×4Vierfachplatin · (20 Wo.)US | Erstveröffentlichung: 22. November 2019 * Remix mit Juice Wrld |
| Folgende Lieder erschienen nicht als Single, wurden aber durch das Album zum Download und Streaming bereitgestellt und konnten somit eine Platzierung erlangen: |                                       | | | | | |                                                                |
| |                                       | | | | | |                                                                |
| 2019 | Mixed Personalities We All Shine      | — | — | — | UK97 Silber · (3 Wo.)UK | US42 ×2Doppelplatin · (18 Wo.)US | feat. Kanye West                                               |
| 2019 | 6 Kiss A Love Letter To You 4         | — | — | — | — | US60 Platin · (4 Wo.)US | Trippie Redd feat. Juice Wrld & YNW Melly                      |
| 2021 | Mind of Melvin Just a Matter of Slime | — | — | — | — | US78 (1 Wo.)US | feat. Lil Uzi Vert                                             |

Singles
- 2017: Legendary (Remix)
- 2017: Catching Feelings
- 2017: 772 Love
- 2017: Florida Water
- 2017: First Day Out. First Day In.
- 2018: Melly the Menace
- 2018: Virtual (Blue Balenciagas) (US: Platin)
- 2018: Slang That Iron
- 2018: Whodie
- 2018: 4 Real
- 2018: Medium Fries
- 2018: Versatile
- 2018: Butter Pecan (US: Platin)
- 2018: Till the End
- 2018: Freddy Krueger (feat. Tee Grizzley, US: Platin)

## Auszeichnungen für Musikverkäufe
| Goldene Schallplatte - Australien - 2020: für die Single Suicidal - Dänemark - 2021: für das Album I Am You - Frankreich - 2023: für die Single Suicidal (Remix) - Italien - 2023: für die Single Murder On My Mind - 2023: für die Single Suicidal - Neuseeland - 2022: für das Album Melly vs. Melvin - Polen - 2023: für die Single Suicidal - 2023: für die Single Murder On My Mind - Spanien - 2024: für die Single Suicidal - Vereinigte Staaten - 2020: für das Lied City Girls - 2020: für das Lied No Heart - 2021: für das Lied Murder on My Mind | Platin-Schallplatte - Australien - 2020: für die Single Murder on My Mind - Dänemark - 2022: für die Single Murder on My Mind - 2023: für die Single Suicidal - Frankreich - 2024: für die Single Murder On My Mind - Neuseeland - 2022: für das Lied Mixed Personalities - Portugal - 2021: für die Single Murder on My Mind - 2023: für die Single Suicidal - Vereinigte Staaten - 2021: für das Lied Mama Cry - 2021: für das Lied Young Grizzley World 3× Platin-Schallplatte - Neuseeland - 2025: für die Single Murder on My Mind |

Anmerkung: Auszeichnungen in Ländern aus den Charttabellen bzw. Chartboxen sind in ebendiesen zu finden.
| Land/RegionAuszeichnungen für Musikverkäufe (Land/Region, Auszeichnungen, Verkäufe, Quellen) | Silber     | Gold       | Platin       | Verkäufe   | Quellen              |
| -------------------------------------------------------------------------------------------- | ---------- | ---------- | ------------ | ---------- | -------------------- |
| Australien (ARIA)                                                                            | —          | Gold1      | Platin1      | 105.000    | aria.com.au          |
| Dänemark (IFPI)                                                                              | —          | Gold1      | 2× Platin2   | 190.000    | ifpi.dk              |
| Deutschland (BVMI)                                                                           | —          | Gold1      | —            | 200.000    | musikindustrie.de    |
| Frankreich (SNEP)                                                                            | —          | Gold1      | Platin1      | 300.000    | snepmusique.com      |
| Italien (FIMI)                                                                               | —          | 2× Gold2   | —            | 100.000    | fimi.it              |
| Neuseeland (RMNZ)                                                                            | —          | Gold1      | 4× Platin4   | 127.500    | radioscope.co.nz NZ2 |
| Polen (ZPAV)                                                                                 | —          | 2× Gold2   | —            | 50.000     | olis.pl              |
| Portugal (AFP)                                                                               | —          | —          | 2× Platin2   | 20.000     | Einzelnachweise      |
| Spanien (Promusicae)                                                                         | —          | Gold1      | —            | 30.000     | elportaldemusica.es  |
| Vereinigte Staaten (RIAA)                                                                    | —          | 6× Gold6   | 20× Platin20 | 23.000.000 | riaa.com             |
| Vereinigtes Königreich (BPI)                                                                 | 2× Silber2 | —          | 2× Platin2   | 1.600.000  | bpi.co.uk            |
| Insgesamt                                                                                    | 2× Silber2 | 16× Gold16 | 32× Platin32 |            |                      |